# Orgosolo
Orgosolo is een gemeente in de Italiaanse provincie Nuoro (regio Sardinië) en telt 3.905 inwoners. Deze plek is vooral bekend door de vele muurschilderingen die in het straatbeeld te zien zijn. Deze schilderingen hebben vaak een politieke of historische context. De Italiaanse film Banditi a Orgosolo uit 1960 werd in de omgeving opgenomen en gaat over de vroegere onderwereld van Sardinië. Ooit was het dorp berucht door zijn criminaliteit en zijn vele moorden. Jarenlang werden moorden vooraf aangekondigd d.m.v. brieven op de deur van de kerk.

## Demografie
Orgosolo telt ongeveer 1587 huishoudens. Het aantal inwoners daalde in de periode 1991-2001 met 5,0% volgens cijfers uit de tienjaarlijkse volkstellingen van ISTAT. Sinds de laatste telling op 31 mei 2023, is het aantal inwoners is in vergelijking met de telling van 2001 met 633 inwoners gedaald. Er is sprake van een afname van het aantal inwoners in Orgosolo. De bevolkingsdichtheid is 20 inwoners per km².
| Jaar | Inwoneraantal |
| ---- | ------------- |
| 1991 | 4.779         |
| 2001 | 4.538         |
| 2014 | 4.510         |
| 2018 | 4.176         |
| 2023 | 3.905         |

## Geografie
De gemeente ligt op ongeveer 620 m boven zeeniveau.
Orgosolo grenst aan de volgende gemeenten: Dorgali, Fonni, Mamoiada, Nuoro, Oliena, Talana, Urzulei, Villagrande Strisaili.